# 枕木

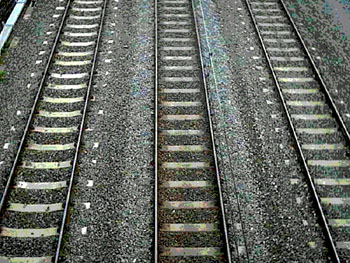
鐵軌枕木

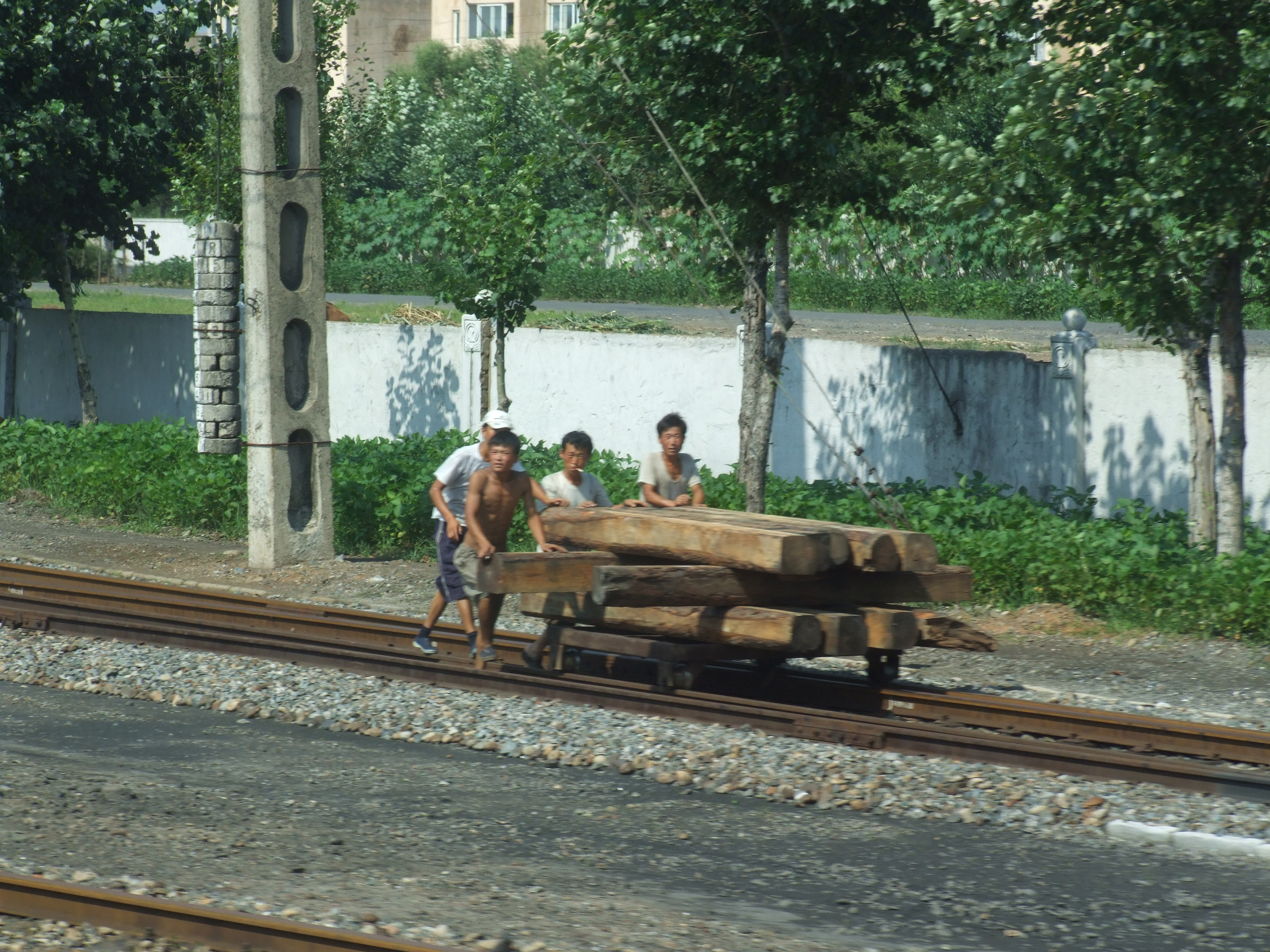
北韓的枕木維修隊

枕木，亦稱軌枕或路枕，是鐵路路軌的組成部份之一，與路軌底部直接連接，能夠穩定路軌的位置，以防止路軌在列車駛過時移位引起危險，也可將列車經過時所產生的壓力，平均分佈在於道碴之上，使列車行駛得更穩定。
昔日的鐵路多數以木材作為枕木，因而得名。材料一般採用柚木，取其堅固耐用，並有天然防蛀物質，但由於供應稀少，現多以壽命約10年的軟身柏木代替。採用混凝土更為堅固，也可避免腐蝕的問題，延長其壽命。在英國的支線鐵路上也普遍使用鋼製枕木。雖然也有重量較輕的玻璃纖維及塑膠材質枕木，但使用量遠遠不及木製或是混凝土製枕木。截至2008年1月，美國有91.5%的枕木是木製的，其餘的材料有混凝土、鋼鐵、雅柔貝木以及塑膠複合材料。
在美國的鐵路幹線上，每英里使用3250個木製枕木（枕木的間距為19-19.5英寸，約48-50公分，間距指一根枕木的中心線到下一根枕木中心線的距離，或等於一根枕木的寬度加中間道渣槽的寬度），相當於每65英呎有40根枕木。   在英國同樣也是。
美國的鐵軌是透過路釘固定在枕木上，歐洲則是常使用如Vossloh或Pandrol的專利技術將鐵軌固定在鋼板上。
中国大陆的铁路长期以来使用木材作为轨枕。由于森林覆盖率低加上巨大规模的人口对家具和建材的需求，中国的木材价格一直在上升。而中国的水泥产量在80年代以后大幅提升，水泥价格相对下降，铁路部门遂用水泥轨枕替代木质轨枕。2000年以后开始修建的高速铁路系统则大部放弃了轨枕加道碴的传统铁路模式，改用无砟铁路。
台灣鐵路正線之特甲級線，直線上每公里舖設之軌枕數量，預力混凝土枕為 1640 根，木枕為 1760 根，曲線或較低等級正線則另有規定，前者需較密，後者可較疏。

## 材质

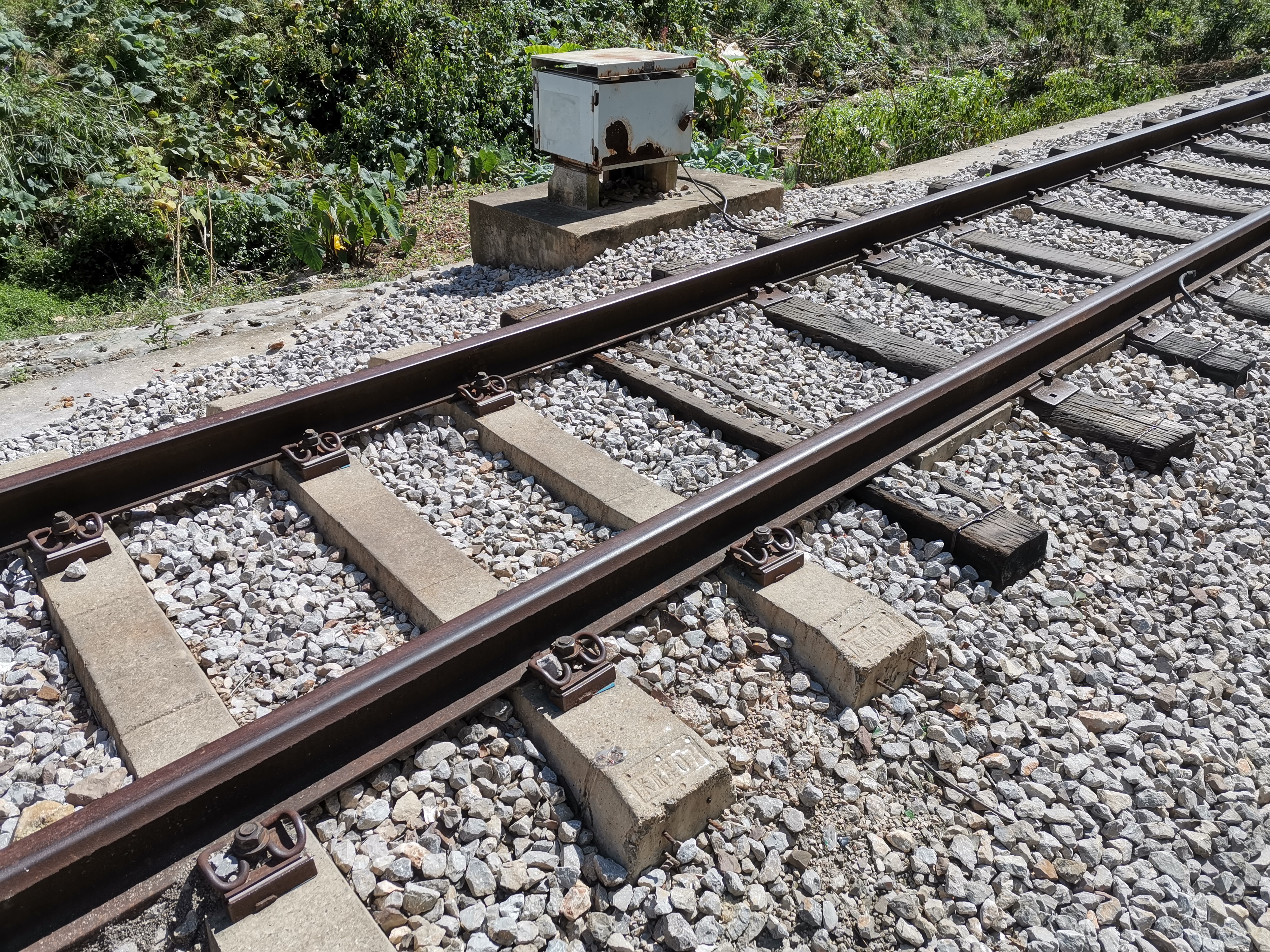
一段混用木制和混凝土枕木的铁路

### 石頭
第一條真正的鐵路--曼徹斯特利物浦鐵路（L&MR）的前身是將一對石製基座固定在地上再將鐵軌置於上方，這種方式的好處是馬匹行走於上面不會被絆倒。但在鐵路發展到最後使用越來越重的機車頭時，會發現鐵路很難保持正確的軌距。石頭在任何情況下也不適合此用在柔軟的地面。如在曼徹斯特的Chat Moss，人們會將鐵軌固定在木材上，這就和現今使用的枕木相似。

### 木頭
在以前，木製枕木是使用斧頭削切而成，使其至少有兩個平面。枕木可以是使用軟木或是硬木製成，如橡木、紅柳桉或是桉樹都是很受歡迎的材料。但它們越來越難永續且穩定的供應。有些地方使用軟木，如花旗松，雖然他們比較容易處理，但是相對來說也更容易磨損。軟木一般來說是利用雜酚油來作為防腐劑處理，有時也會使用五氯苯酚，鉻酸銅砷酸鹽或是其他防腐劑。若是使用無毒防腐劑則會是銅唑或微粉銅。
美國主要的鐵路幹道大多是使用硼基的木材保護技術來做雙重保護處理，以延長枕木在高濕度地區的壽命。有些木材夠耐用(如娑羅樹、紅柳銨)可以不用處理。
木製枕木常見的問題包括腐爛、裂開、蟲蛀、滑牙（道釘逐漸從枕木鬆脫）或是切削（因為鐵軌的水平移動所造成）。木製的枕木會因為使用時間長而產生裂縫，這些裂縫若因火車經過產生火花則會容易引發火災。
汰換下來的木製枕木可再利用，例如做為庭園造景，在臺灣有些車站的候車椅是用木製枕木組裝的。
關於木製枕木的更多資訊，鐵路枕木協會有專門的統計及研究網站。

### 混凝土
混凝土枕木的優點是使用壽命長、養護工作量少、軌道強度高、穩定性強，能夠承受更大的重量，使列車以更快的速度行駛。混凝土枕木比木質枕木更重，更能確保軌距不變，特別是在裝設了導軌的地方。
混凝土必須放置在具有良好排水設計的路基上，才能發揮出它的特性。但混凝土枕木會增加列車行駛的噪音。
近年的鐵路開始改用一種名為预应力钢筋混凝土轨枕（PC枕木），當中的「預應力」指預先施加與受力方向相反的拉力，可以更有效承受列車行駛時所產生的壓力。

### 鋼材
在20世纪冷战时期两德和冷战永久中立国奥地利铁路上，钢枕曾被广泛使用。但由于钢枕易锈蚀，用钢量大，维修费用高，使用量逐渐减少。

### 其它材料
合成軟枕，由日本研製，可代替木材枕木用於波口位路段，材料為硬質聚氨酯樹脂加入玻璃纖維製造，可防腐及耐熱，壽命可達50年。